# Giovanni Battista Asini
Giovanni Battista Asini, latinizzato come Johannes Baptista Asinius (Firenze, prima metà del XVI secolo – Firenze, 1585) è stato un giurista italiano attivo a Firenze nella seconda metà del XVI secolo.

## Biografia
Nacque nella prima metà XVI secolo a Firenze. Studiò diritto prima all'Università di Bologna, poi in quella di Padova. Fu richiamato nella città natale da Cosimo I de' Medici per tenere presso l'università fiorentina lezioni sulle Istituzioni di Giustiniano, poi fu inviato dallo stesso presso l'Università di Pisa alla sua riapertura nel 1543. Si ritirò dall'insegnamento dopo undici anni rientrando a Firenze, dove scrisse trattati giuridici che ebbero ampia diffusione.
Le sue opere più importanti, pubblicate a Firenze, sono i Commentarii in Titulum Digestorum de religiosis et sumptibus funerum nel 1562 e, tra il 1569 e 1571, la Practica aurea, sul processo civile.
Morì molto probabilmente nel 1585 a Firenze.

## Opere
- Commentarii in Titulum Digestorum de religiosis et sumptibus funerum, Florentiae, 1562.
- (LA) Practica aurea seu processus iudiciarius ad Statutum florentinum de modo Procedendi in civilibus interprotatio, Florentiae, 1569-1571. Ed. succ: Venetiis 1581, 1588; Francofurti 1589; come Practica civilis seu processus iudiciarii ad Statutum stilumque florentinum et ius municipale totius Europae de modo procedendi in civilibus directi conscriptique in De Correlativis a cura di Matteo Boys, 1609; Francofurti 1671.
  - (LA) Practica aurea, Venezia, Filippo Giunta e fratelli, 1581.
- De executionibus tractatus, Florentiae 1571; Venetiis 1589, 1600; Francofurti 1602, in Thesaurus iuris executivi ecclesiastici et civilis, 1606; Francofurti 1624.